# 89 Herculis
Désignations
89 Herculis (en abrégé 89 Her) est une étoile binaire de cinquième magnitude de la constellation boréale d'Hercule. Elle porte également la  désignation d'étoile variable de V441 Herculis, 89 Herculis étant sa désignation de Flamsteed. D'après la mesure de sa parallaxe annuelle par le satellite Gaia, le système est distant d'approximativement ∼ 4 300 a.l. (∼ 1 320 pc) de la Terre. Il s'en rapproche à une vitesse radiale héliocentrique de −43 km/s.
89 Herculis est une binaire spectroscopique dont la paire qui la compose est entourée par un disque de poussières, ainsi que par une nébuleuse en forme de sablier alimentée par des jets de gaz. La masse de la nébuleuse est d'environ 0,018 M☉, la majorité étant contenue dans le jet. Le système montre une variation à la fois dans sa luminosité et dans le profil de ses raies spectrales. Le compagnon est une étoile de très faible masse et de très faible luminosité, qui orbite autour de la primaire en 288 jours.
La composante primaire est classée comme une supergéante jaune de type spectral F2Ibe. Elle fait partie de la rare classe des étoiles post-branche asymptotique des géantes, qui sont des étoiles de faible masse dans les dernières étapes de leurs vies, et dont les couches externes se sont tellement gonflées qu'elles apparaissent comme étant des supergéantes. Elle est classée comme une étoile variable semi-régulière de sous-type SRd, dont la magnitude apparente varie entre 5,34 et 5,54 selon une période d'environ 68 jours. Le rayon de l'étoile est 71 fois plus grand que le rayon solaire, elle est 3 850 fois plus lumineuse que le Soleil et sa température de surface est de 6 550 K.